# گیلیان لیند
گیلیان لیند (انگلیسی: Gillian Lind؛ ۲۵ اوت ۱۹۰۴ – ۲۵ اکتبر ۱۹۸۳) بازیگر اهل بریتانیا بود.
از فیلم‌هایی که وی در آن‌ها نقش داشته‌است، می‌توان به دیک تورپین، اوراکل و شب زفاف کاترین اشاره نمود.